# Sarcome stromal endométrial
 (février 2014).
Si vous disposez d'ouvrages ou d'articles de référence ou si vous connaissez des sites web de qualité traitant du thème abordé ici, merci de compléter l'article en donnant les références utiles à sa vérifiabilité et en les liant à la section « Notes et références ».

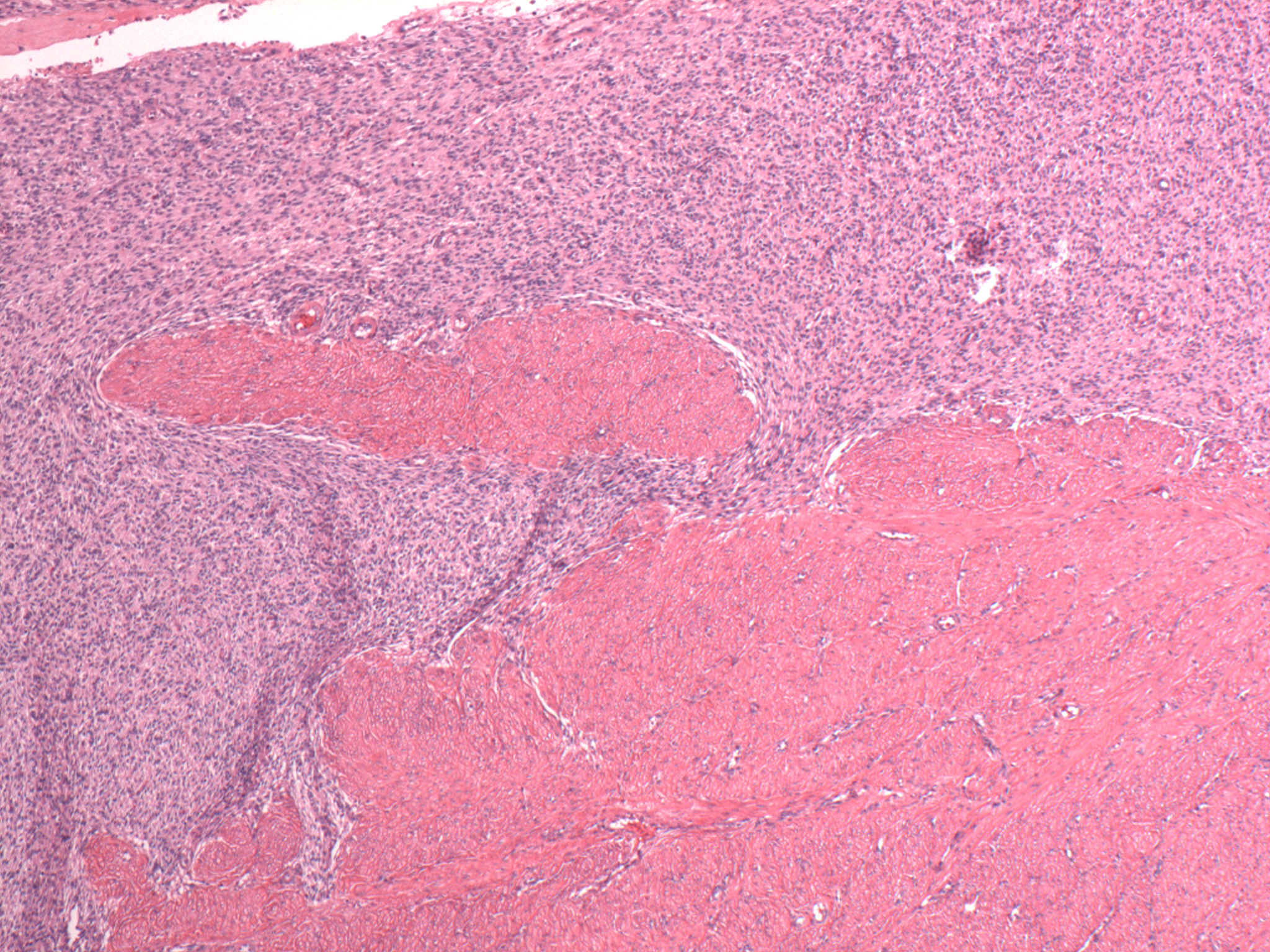
Anatomopathologie d'un sarcome stromal de l'endomètre

Le sarcome stromal endométrial représente moins de 10 % des sarcomes utérins.

## Sarcome stromal endométrial de bas grade

### Macroscopie
- Tumeur à développement endométrial et myométrial.
- La composante intra-endométriale est de consistance molle, de coloration blanc-grisâtre, polypoïde.
- La composante intra-myométriale a des limites imprécises, réalisant des nodules ou des cordons.
- Présence de bourgeons endo-lymphatiques.

### Microscopie
- Cellules identiques à celles du chorion endométrial à la phase proliférative.
- Moins de 10 mitoses /10 champs au fort grossissement mais parfois plus nombreuses.
- Présence de vaisseaux nombreux, à paroi épaisse et scléro-hyaline (en).
- Envahissement massif du myomètre avec emboles tumoraux lymphatiques et vasculaires possible.[réf. souhaitée]

### Immunohistochimie
- RO+
- RP+
- Néprilysine CD10+

## Sarcome stromal endométrial de haut grade (ou indifférencié)

### Macroscopie
- Tumeur à développement endométrial et myométrial.
- Remaniements nécrotiques et hémorragiques.

### Microscopie
- Prolifération de cellules atypiques dont la morphologie rappelle peu celle des cellules du chorion endométrial.
- Noyaux denses et atypiques, nucléolés, volumineux.
- Activité mitotique > 10 mitose /10 HPF.
- Infiltration anarchique et désordonnée du myomètre avec nécrose et hémorragie.

### Immunohistochimie
- RO-
- RP-
- CD10+/-